# Cleora javana
Cleora javana là một loài bướm đêm trong họ Geometridae.